# Archivo Fotográfico del Padre Benito de Frutos
El Archivo Fotográfico del Padre Benito de Frutos es un archivo de fotografías regionalistas referentes mayoritariamente a la provincia de Segovia. Se encuentra situado en el Santuario de El Henar, perteneciente al municipio de Cuéllar, y está gestionado por la comunidad de Carmelitas que regentan el santuario, a quien pertenece la propiedad del archivo.

## Descripción
Se compone de 1.307 imágenes en forma de negativos de cristal, y están realizadas en su mayor parte en la primera mitad del siglo XX por el padre Benito de Frutos. Recogen fundamentalmente escenas etnográficas, así como arte religioso, arquitectura y vistas panorámicas de diferentes municipios de la provincia. Además, cuenta con imágenes de trajes regionales segovianos y de bordados.
El hecho de que únicamente contenga una sola fotografía del Acueducto de Segovia, sumado a que existe en él un reducidísimo número de fotografías ajenas a la provincia, ha hecho pensar que el archivo se halle incompleto, siendo una parte seccionada del conjunto que hubo de ser en origen.